# Von-Hardenberg-Kaserne
Die Von-Hardenberg-Kaserne (ehemals Strausberg Nord) ist eine Kaserne der Bundeswehr in Strausberg und seit 1. Oktober 2012 Standort des Kommandos Heer. Sie war 1956 bis 1990 Unterkunft des Ministeriums für Nationale Verteidigung der Deutschen Demokratischen Republik.

## Lage und Bebauung
Die Von-Hardenberg-Kaserne liegt innerhalb der Gemarkung von Strausberg-Nord und gehört zu den größten militärischen Kasernenobjekten Deutschlands. Die an der Prötzeler Chaussee 25 gelegene Liegenschaft ist als militärischer Sicherheitsbereich ausgewiesen.

## Geschichte
Strausberg ist seit 1714 Garnisonsstadt. Ab 1936 erfolgte im Bereich der heutigen Liegenschaft der Bau einer Kaserne und des Flugplatzes Strausberg. In der Nachkriegszeit wurde das Gelände zunächst durch die Rote Armee bzw. Sowjetarmee genutzt und mit Verlegung des Hauptstabes der kasernierten Volkspolizei nach Strausberg, die Vorläuferorganisation des späteren Ministeriums für Nationale Verteidigung, der Nationalen Volksarmee übergeben.
Am 3. Oktober 1990 wurde die Kaserne von der Bundeswehr übernommen und Sitz des Bundeswehrkommandos Ost, einer Außenstelle des Bundesministerium der Verteidigung, des Deutschen Verbindungskommandos zur Westgruppe der Truppen sowie weiterer Truppenteile und Dienststellen.
Mit einem Festakt und mit einem großen Zapfenstreich erhielt die Liegenschaft Strausberg Nord am 23. August 2014 den Namen „Von-Hardenberg-Kaserne“. Neben dem Innenminister des Landes Brandenburg, Ralf Holzschuher, und der Bürgermeisterin der Stadt Strausberg, Elke Stadeler, folgten zahlreiche Gäste und Besucher der Einladung des Inspekteurs des Heeres, Generalleutnant Bruno Kasdorf, zu der feierlichen Zeremonie in Strausberg.
Mit der Namensnennung „Von-Hardenberg-Kaserne“ werden zwei der drei Traditionslinien der Bundeswehr berührt. Karl August Fürst von Hardenberg (1750–1822) war einer der führenden Wegbereiter der preußischen Staats- und Heeresreformen und Carl-Hans Graf von Hardenberg (1891–1958) ein Vertreter des militärischen Widerstands gegen das nationalsozialistische Regime. Beide hatten ihren Familienbesitz in Neuhardenberg, 22 km östlich gelegen, und waren so mit der Region eng verwurzelt.
Von Juli 2018 bis Juni 2020 wurde das Gebäude des Sanitätsversorgungszentrums neu errichtet.

## Truppenteile / Dienststellen
Die folgende Zusammenstellung Truppenteile/Dienststellen zeigt in einer Auswahl die unterschiedlichen Nutzungen.:
|   | Kommando Heer                                                                                    | seit 1. Oktober 2012                               |
|   |                                                                                                  |                                                    |
|   | Sozialwissenschaftliches Institut der Bundeswehr                                                 | Auflösung 31. Dezember 2012                        |
|   |                                                                                                  |                                                    |
|   | Kompetenzzentrum Baumanagement (IUD)                                                             | seit 1. Oktober 2012                               |
|   |                                                                                                  |                                                    |
|   | Bundesamt für das Personalmanagement der Bundeswehr – Servicezentrum Ost                         | seit 1. Oktober 2012                               |
|   | Wehrbereichsverwaltung Ost (bis 2001: Wehrbereichsverwaltung VII)                                | Auflösung bis Juni 2013                            |
|   |                                                                                                  |                                                    |
|   | Zentrum für Transformation der Bundeswehr                                                        | Auflösung 30. September 2012                       |
|   |                                                                                                  |                                                    |
|   | Amt für Fernmelde- und Informationssysteme der Bundeswehr – Außenstelle Ost                      | 1990 bis 1999                                      |
|   |                                                                                                  |                                                    |
|   | Bundeswehrkommando Ost                                                                           | 1990 bis 1991                                      |
|   |                                                                                                  |                                                    |
|   | Ministerium für Nationale Verteidigung (MfNV) Ministerium für Abrüstung und Verteidigung (MfAuV) | 1956 bis 1990                                      |
|   |                                                                                                  |                                                    |
|   | Poliklinik des MfNV bzw. des MfAuV                                                               | 1975 bis 1990; heute Gesundheitszentrum Strausberg |
|   |                                                                                                  |                                                    |
| … | Tagungszentrum (TAZ) des MfNV bzw. MfAuV                                                         | 1984 bis 1990                                      |
|   |                                                                                                  |                                                    |
| … | Operatives Ausbildungszentrum (OAZ) und Operatives Führungszentrum (OFZ) des MfNV bzw. MfAuV     | 1980 bis 1990                                      |
|   |                                                                                                  |                                                    |
| … | Ausweichführungsstelle des MfNV K 23/24                                                          | bis 1980                                           |
|   |                                                                                                  |                                                    |
|   | Verbindungsfliegerstaffel 14                                                                     | 1956 bis 1990                                      |
|   |                                                                                                  |                                                    |
|   | Kfz-Regiment 2                                                                                   | 1956 bis 1990                                      |
|   |                                                                                                  |                                                    |
|   | HptNZ des MfNV                                                                                   | 1956 bis 1990                                      |
|   |                                                                                                  |                                                    |
| … | Hauptstab der Kasernierten Volkspolizei                                                          | 1954 bis 1956                                      |
|   |                                                                                                  |                                                    |
| … | Sowjetarmee                                                                                      | 1945 bis 1954                                      |
|   |                                                                                                  |                                                    |
| … | Wehrmachtsverbände                                                                               | 1939 bis 1945                                      |

## Historische Kasernengebäude MfNV/ MfAuV

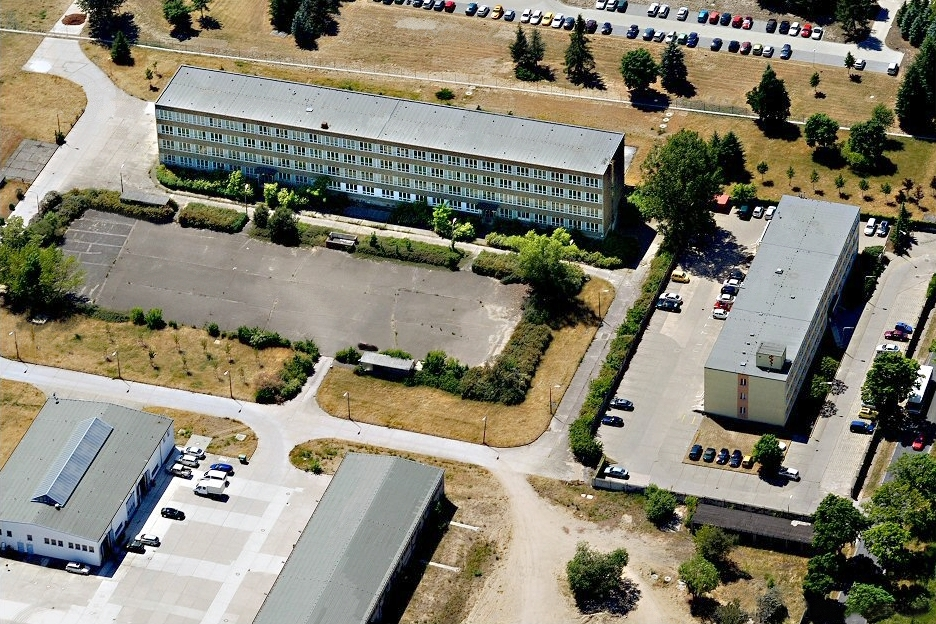
Fernmeldezentrale und Poliklinik
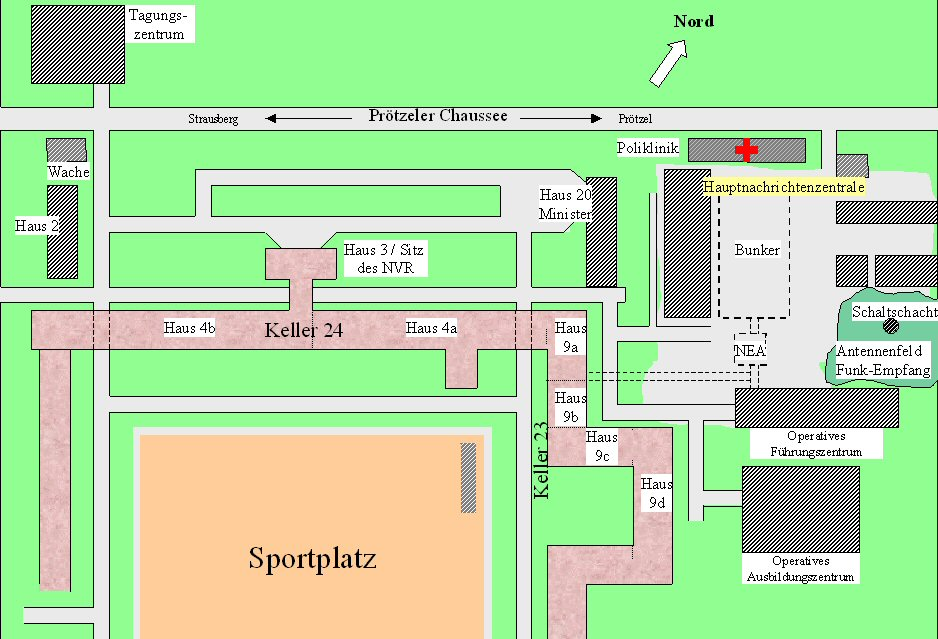
Interimsführungszentrale Haus 4/9 (Keller 23/24)